# Katharina Wagner (Juristin)
Katharina Wagner (* 27. Februar 1969 in Düren) ist eine deutsche Juristin. Sie ist seit November 2022 Richterin am Bundesfinanzhof.

## Leben und Wirken
Wagner absolvierte zunächst eine Ausbildung zur Dipl.-Finanzwirtin in der Finanzverwaltung des Landes Nordrhein-Westfalen, der sich ein Studium der Rechtswissenschaften an der Universität zu Köln und ein Rechtsreferendariat anschlossen. Nach Abschluss ihrer juristischen Ausbildung war sie bei einer internationalen Wirtschaftsprüfungsgesellschaft steuerberatend tätig. Im April 2001 wechselte sie an das Finanzgericht Düsseldorf. Von 2018 bis Juni 2022 erfolgte eine Abordnung an die Staatskanzlei und später an das Justizministerium des Landes Nordrhein-Westfalen. Im Justizministerium leitete sie u. a. das Referat für Kabinett-, Landtags- und Bundesratsangelegenheiten. Im August 2022 übernahm Wagner den Vorsitz des 5. Senats des Finanzgerichts Düsseldorf.
Nach ihrer Ernennung zur Richterin am Bundesfinanzhof am 31. Oktober 2022 wies das Präsidium Wagner dem im Wesentlichen für Umsatzsteuer zuständigen V. Senat zu.